# 大宝寺義勝
大宝寺 義勝（だいほうじ よしかつ）、または本庄 充長（ほんじょう みつなが）は、安土桃山時代から江戸時代前期にかけて、現在の山形県庄内地方にあたる出羽国南部を勢力地とした武将。上杉氏の家臣。武藤義勝（むとう よしかつ）とも言う。

## 略歴
天正元年（1573年）、上杉氏の重臣・本庄繁長の次男として誕生する。上杉景勝は肥沃な庄内平野の利権を得るために大宝寺義氏と手を結んで最上義光と敵対していたが、その義氏は天正11年（1583年）に家臣・東禅寺義長の謀反により自害に追い込まれた。後を継いだ上杉派の大宝寺義興は本庄氏と結び義勝を養子として迎えるが、天正13年（1585年）最上氏の縁戚清水氏を攻めたことで天正15年（1587年）に義光に攻め滅ぼされてしまう。この時義勝は辛くも実父・本庄繁長の下へ逃れた。
庄内地方は最上氏の傘下に入り、この年の末に豊臣秀吉により惣無事令が出されるが、翌天正16年（1588年）義勝は実父・繁長と共に庄内に侵攻して十五里ヶ原の戦いで最上軍を破り、庄内地方を取り戻した。義光は惣無事令違反を申し立てたが、上洛は許されず逆に義勝は景勝を通じて豊臣秀吉に臣従し天正17年（1589年）、豊臣姓を下賜され、出羽守を称することを許される。
天正18年（1590年）、小田原征伐が行われ、その後奥州仕置が行われた。奥州仕置軍が撤退すると庄内で藤島一揆が勃発し上杉勢の力もあり翌年鎮圧したが、庄内は没収され秀吉から信濃国川中島に知行地を給されて京都に寓居することになった。文禄の役に参陣したことにより罪は許され、以後は父と共に上杉氏に仕えた。
慶長5年（1600年）、関ヶ原の戦いが勃発すると父と共に福島城に詰め、伊達政宗の侵攻を撃退した（松川の戦い）。慶長19年（1614年）、父の死後に本庄氏に復姓し、充長と改名して家督を相続している。後に末弟・重長を養子として跡を継がせた。